# 덴버 대학교
덴버 대학교 (University of Denver)는 1864년에 설립된 미국의 사립대학이다. 덴버 대학교는 콜로라도주, 덴버에 있는 남녀공학 4년제 대학교이다. 대략 10,791명의 학생이 등록되어 있다.
비즈니스·교육 등 10개 분야의 프로그램을 개설하고 있으며, 특히 고고학 분야에서의 연구가 뛰어나다. 대학 소유의 고고학 박물관에는 귀중한 자료가 많이 보존되어 있다. 현재 문리과대학, 법과대학, 경영대학, 공과대학, 라몬트음악대학, 도서관대학, 사회사업대학 등 7개 단과대학과 대학원이 있다. 2개 도서관에는 189만 6,796권의 도서와 93만 1,335점의 마이크로폼 자료 및 CD를 포함한 2,725점의 시청각자료가 소장되어 있다. 교수는 400명 이상이며, 그 중 90%가 박사학위 소지자이다. 교수 1인당 학생수는 13명 정도이다.
교내에는 미술·성가대·치어리딩·무용·드라마·오페라·영화·사진·문학잡지·국제문제·재즈밴드·정치·직업·사회봉사·종교·신문·라디오와 텔레비전 등 120개의 동아리가 있다.

## 배경
덴버 대학교는 에이브러햄 링컨 대통령이 지명한 콜로라도 준주(Colorado Territory)의 전 주지사였던 존 에반스에 의해 콜로라도 신학교로서 1864년에 설립되었다. 존 에반스는 덴버 대학교 이전에 노스웨스턴 대학교도 설립하였다.

## 입학 현황
2008년 가을에 입학한 신입생의 경우 지원자 7,144명중 64%가 합격했다.